# 21999 Дізора
21999 Дізора (21999 Disora) — астероїд головного поясу, відкритий 7 грудня 1999 року.
Тіссеранів параметр щодо Юпітера — 3,324.